# Seznam nemških kardinalov
Seznam nemških kardinalov.

## A
- Albert Mainški
- (Joseph Franz Anton von Auersperg)

## B
- Bernhard Gustav von Baden-Durlach
- Johann Theodor von Bayern
- Augustin Bea
- Karl Josef Becker
- Alfred Bengsch
- Adolf Bertram
- Franziskus von Bettinger
- Walter Brandmüller

## C
- Paul Josef Cordes

## D
- Johannes Joachim Degenhardt
- Melchior von Diepenbrock
- Franz von Dietrichstein
- Julius August Döpfner

## E
- Franziskus Ehrle

## F
- Michael von Faulhaber
- Antonius Hubert Fischer
- Joannes-Henricus von Franckenberg
- Josef Frings
- Guillaume-Egon de Fürstenberg

## G
- Clemens August von Galen
- Johannes von Geissel
- Alois Grillmeier
- (psevdokardinal Johann Grünwalder)

## H
- Johann Casimir Häffelin
- Ernst Albrecht von Harrach
- Felix von Hartmann
- Friedrich von Hessen-Darmstadt
- Gustav Adolf zu Hohenlohe-Schillingfürst
- Eitel Friedrich von Hohenzollern
- Joseph Höffner

## J
- Lorenz Jaeger

## K
- Walter Kasper
- Georg von Kopp
- Philipp Krementz
- Max Gandolf von Kuenburg
- Nikolaus von Kues

## L
- Matthäus Lang von Wellenburg
- Karl Lehmann

## M
- Reinhard Marx
- Paul Augustin Mayer (1911–2010)
- Joachim Meisner
- Paulus Melchers (Paul Ludolf Melchers)
- Gerhard Wolfgang Müller

## P
- Konrad von Preysing

## R
- Karl-Josef Rauber
- Karl August Graf von Reisach
- Joseph Ratzinger

## S
- Christian August von Sachsen-Zeitz
- Leo Scheffczyk
- Matthäus Schiner
- Nikolaus von Schönberg
- Karl Joseph Schulte
- Philip Ludwig von Sinzendorf
- Andreas Steinhuber
- Georg Maximilian Sterzinsky

## U
- Konrad von Urach

## V
- Hermann Volk

## W
- Otto von Waldburg
- Franz Wilhelm von Wartenberg
- Joseph Wendel
- Friedrich Wetter
- Konrad von Wittelsbach
- Rainer Maria Woelki